# Наливкин, Василий Дмитриевич
Василий Дмитриевич Наливкин (17 [30] апреля 1915, Петроград — 5 ноября 2000, Санкт-Петербург) — советский геолог, член-корреспондент АН СССР (1968), почетный академик АН РБ (1991), доктор геолого-минералогических наук, профессор, лауреат Ленинской премии, дважды лауреат премии имени И. М. Губкина (1960, 1986), почётный разведчик недр (1958).

## Биография

Памятник на Комаровском кладбище

Родился 17 (30) апреля 1915 в городе Петрограде в семье геолога Д. В. Наливкина и Анны Козьминичны Зворыкиной (старшая сестра Владимира Зворыкина). Первые пять лет его семья прожила в городе Муроме.
В 1938 году окончил Горный институт в Ленинграде.
В 1943 году защитил кандидатскую, а в 1950 году — докторскую диссертации, обосновав в них наличие нефтяных месторождений в Башкирии (Кызылбаевского, Усть-Айского и др.).
Работал Главным геологом Уральской экспедиции (1942—1950), заведующим сектором Волго-Уральской провинции и Западной Сибири (1950—1965), заместителем директора по научной работе (1969—1991), советником при дирекции (1991—2000) в Всесоюзном нефтяном геолого-разведочном институте (ВНИГРИ), был членом редакционной коллегии журнала «Геотектоника».
Научные направления Наливкина: закономерности месторождений нефти и газа, формирование месторождений нефти и газа.
Ему удалось обосновать наличие перспектив Западно-Сибирского нефтегазоносного бассейна, внес большой вклад в исследование геологии и нефтегазоносности Волго-Уральской области. Принимал участие в создании атласов литолого-палеографических карт Европейской части СССР (1961) и СССР (1965).
Почетный академик АН РБ (1991), он состоял в Отделении наук о Земле АН РБ.
Скончался 5 ноября 2000 года в Санкт-Петербурге, похоронен на Комаровском кладбище.

## Награды и премии
- Два ордена Ленина (1967, 1971);
- 1944 — Орден Трудового Красного Знамени
- 1945 — Медаль «За доблестный труд в Великой Отечественной войне 1941—1945 гг.»
- 1948 — Орден «Знак Почёта»
- 1953 — Орден Трудового Красного Знамени
- 1956 — Орден «Знак Почёта»
- 1957 — Медаль «В память 250-летия Ленинграда»
- 1970 — Медаль «В ознаменование 100-летия со дня рождения Владимира Ильича Ленина»
- 1974 — Орден Трудовой славы МНР
- 1975 — Орден Трудового Красного Знамени
- 1964 — Ленинская премия, за участие в научном обосновании перспектив нефтегазоносности Западно-Сибирской равнины и открытие первого в этой провинции Берёзовского газоносного района.
- 1951 — Премия имени И. М. Губкина (совместно с Э. Э. Фотиади, Л. Н. Розановым, Ю. А. Притулой, В. Н. Тихим, В. А. Успенским, за 1950 год), за общее научное руководство проведением исследований и сбором материалов, вошедших в монографию; за руководство составлением всей монографии, а также как одному из основных авторов тома «Тектоника»
- 1985 — Бронзовая медаль ВДНХ
- 1986 — Орден Октябрьской Революции
- 1988 — Премия имени И. М. Губкина (совместно с М. Д. Белониным, Г. П. Сверчковым, за 1986 год) — за серию работ по теме «Теоретические основы, методология, система методов количественного прогноза нефтегазоносности и результаты их практического применения»
- 1989 — Серебряная медаль ВДНХ
- 1990 — Медаль «За освоение недр и развитие нефтегазового комплекса Западной Сибири».